# Gorenje Podpoljane
Gorenje Podpoljane – wieś w Słowenii, w gminie Ribnica. W 2018 roku liczyła 20 mieszkańców.